# Jacob juh

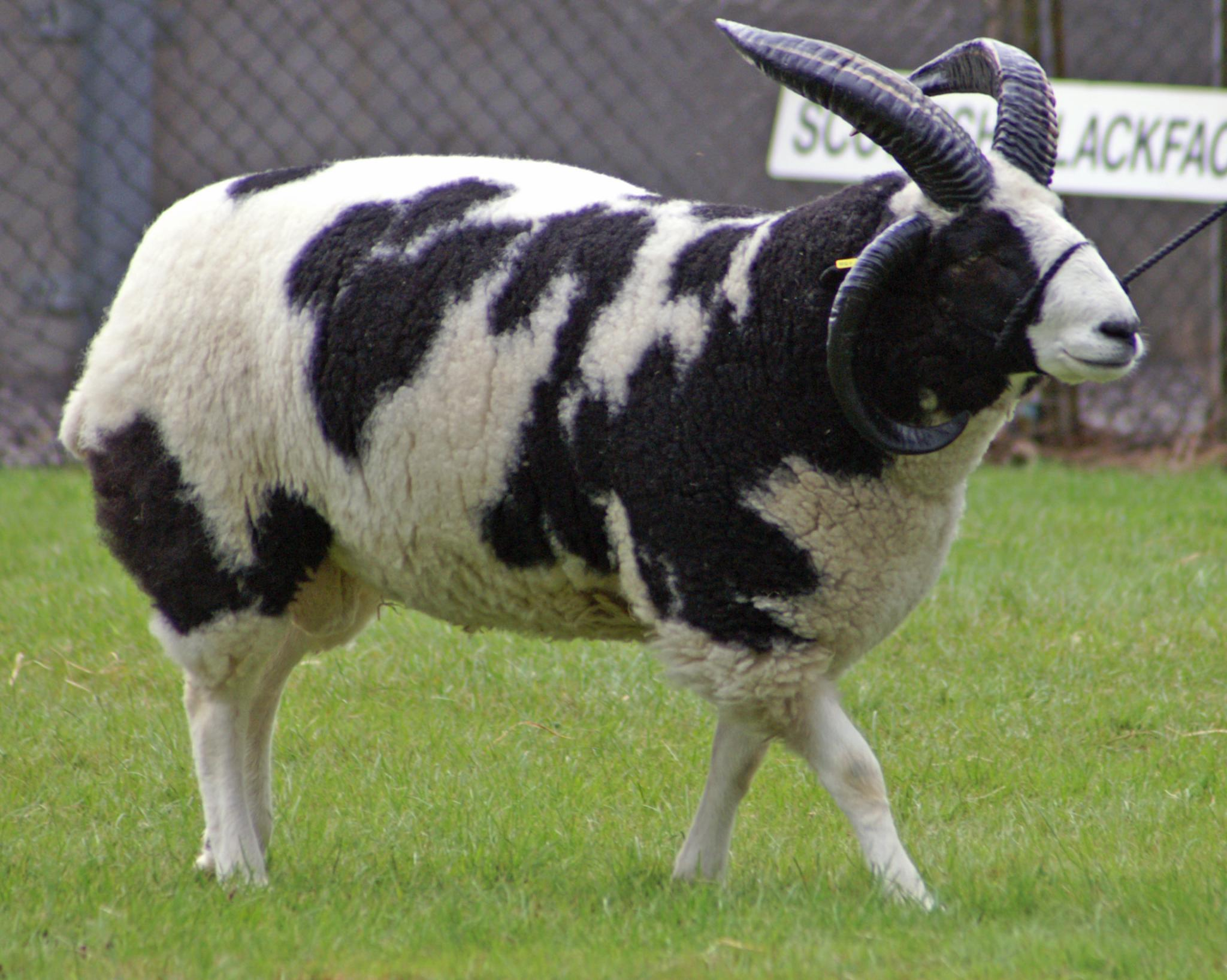
Kos egy kiállításon

A Jacob juh ritka, tarka és sokszarvú ősi juhfajta.

## Története
E juhfajta kialakulásának a kezdete feledésbe merült. Az Óvilág ősi típusú juhainak az egyik leszármazottja. Kialakulásában az ember nem játszott nagy szerepet. Angliában már a 17. század közepétől számon van tartva. Egy századdal később széles körben tenyésztették. Habár a Jacob juh óvilági származású, genetikailag a legtisztább példányai Észak-Amerikában élnek. Angliában ezt a juhfajtát több más fajtával is keresztezték, emiatt a Jacob juh az Újvilágban maradt meg ősi formájában, amely inkább egy kecskére, semmint egy juhra hasonlít. Az Európában maradt példányok nagyobbak és nehezebbek, mint az eredeti fajta.

## Megjelenése
Ennek a juhnak akár 6 szarva is lehet, azonban a legtöbbnek csak 4 van. Többségük tarka, nagy fehér foltokkal. Pofájuk színezete általában a borzéhoz hasonlít, vagyis a pofa két szélén fekete vagy sötét sáv húzódik végig, köztük pedig fehér rész látható. A kos testtömege 54-82 kilogramm között, míg a nőstényé 36-54 kilogramm között van.

## Felhasználása
Ezt a juhfajtát a gyapjújáért, húsáért és bőréért tenyésztik. Manapság házi kedvencként és díszállatként is tartják. Őrző szerepe is lehet, a kosok emberi betolakodókkal és ragadozókkal szemben is védelmezik a nyájukat.

## Képek

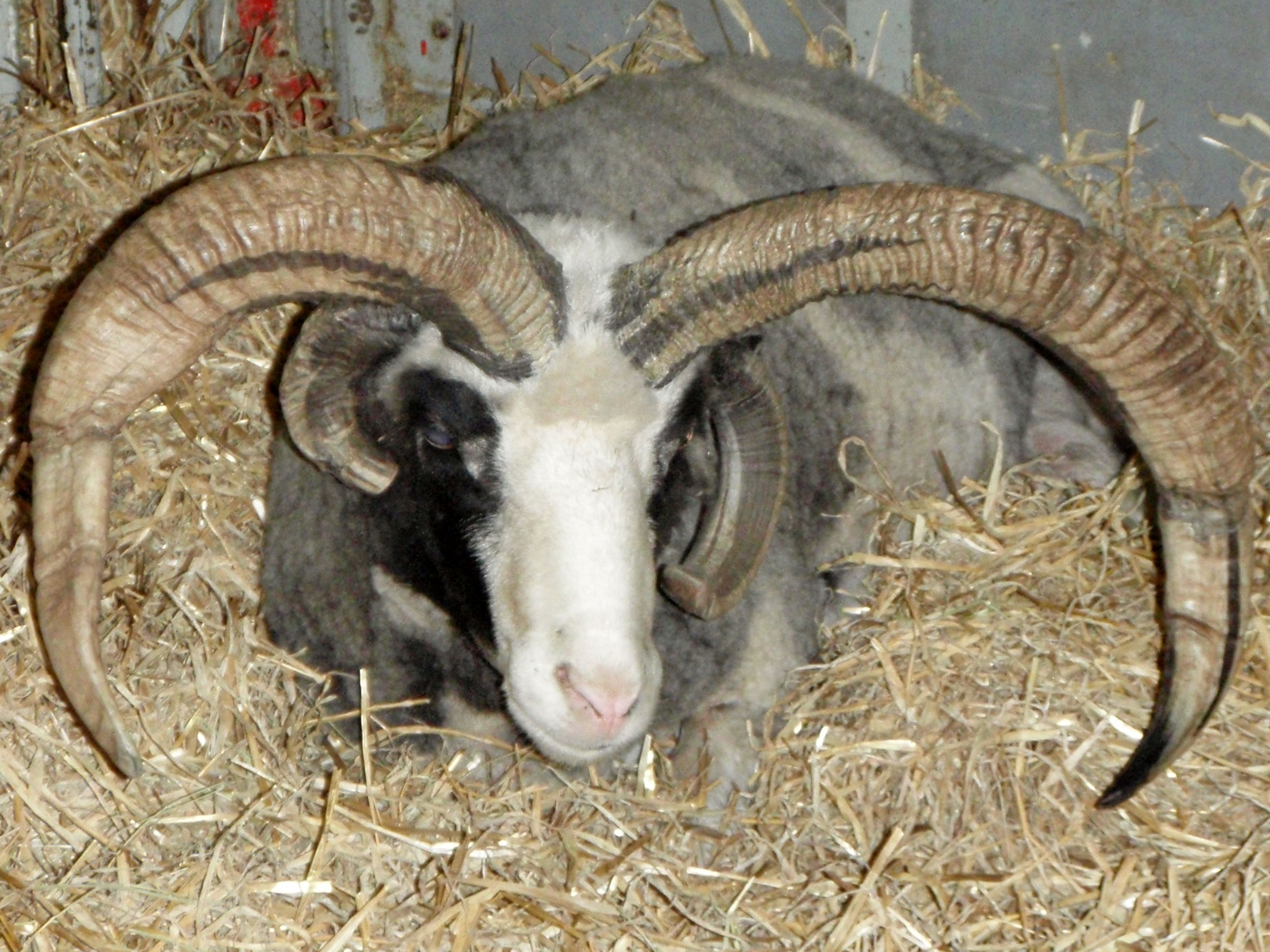
Hatalmas szarvú kosok
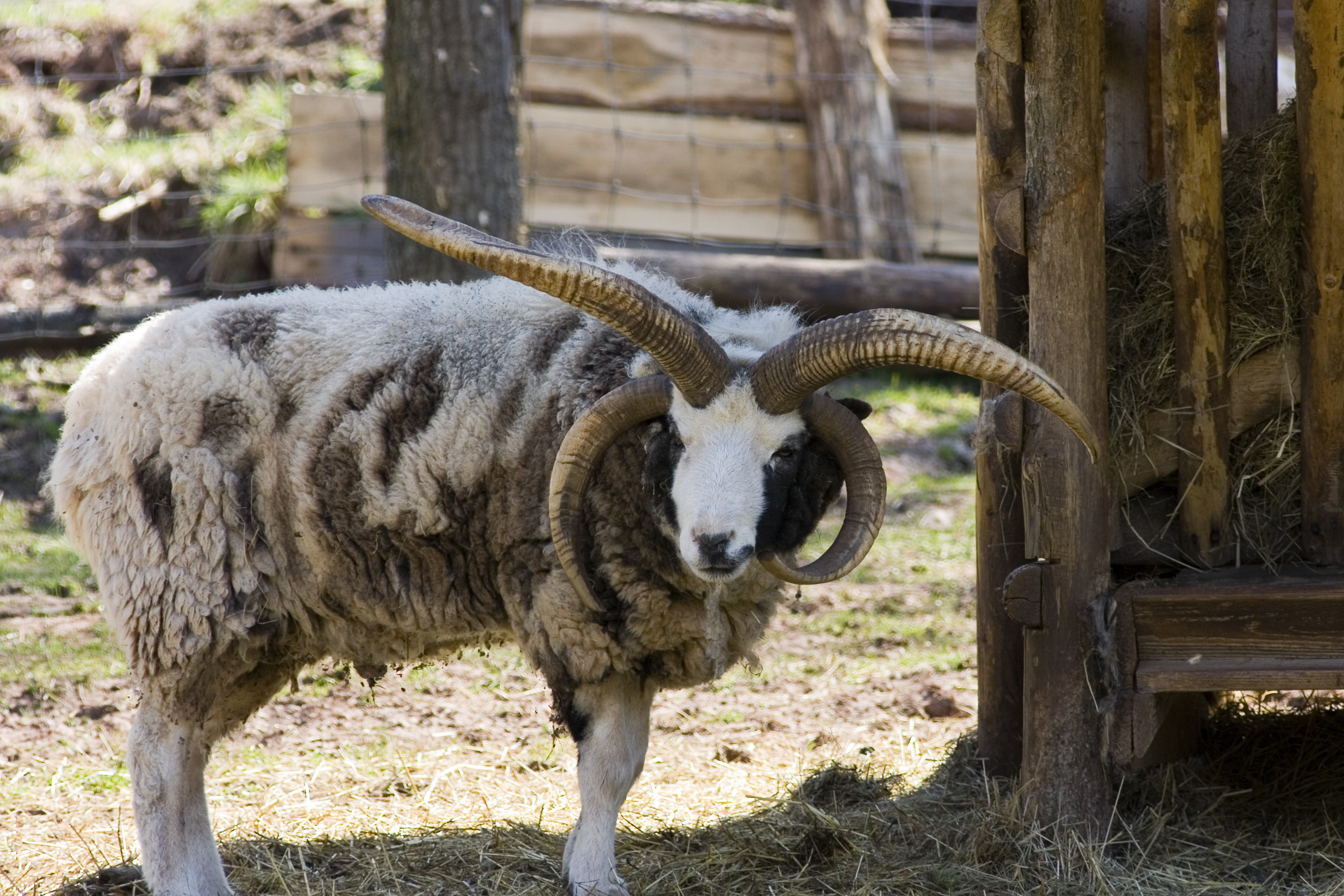
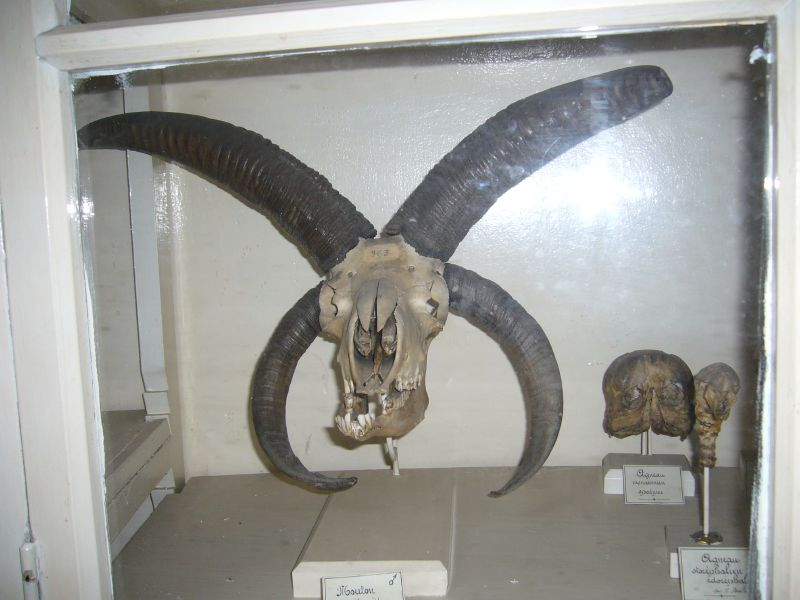
Koponya
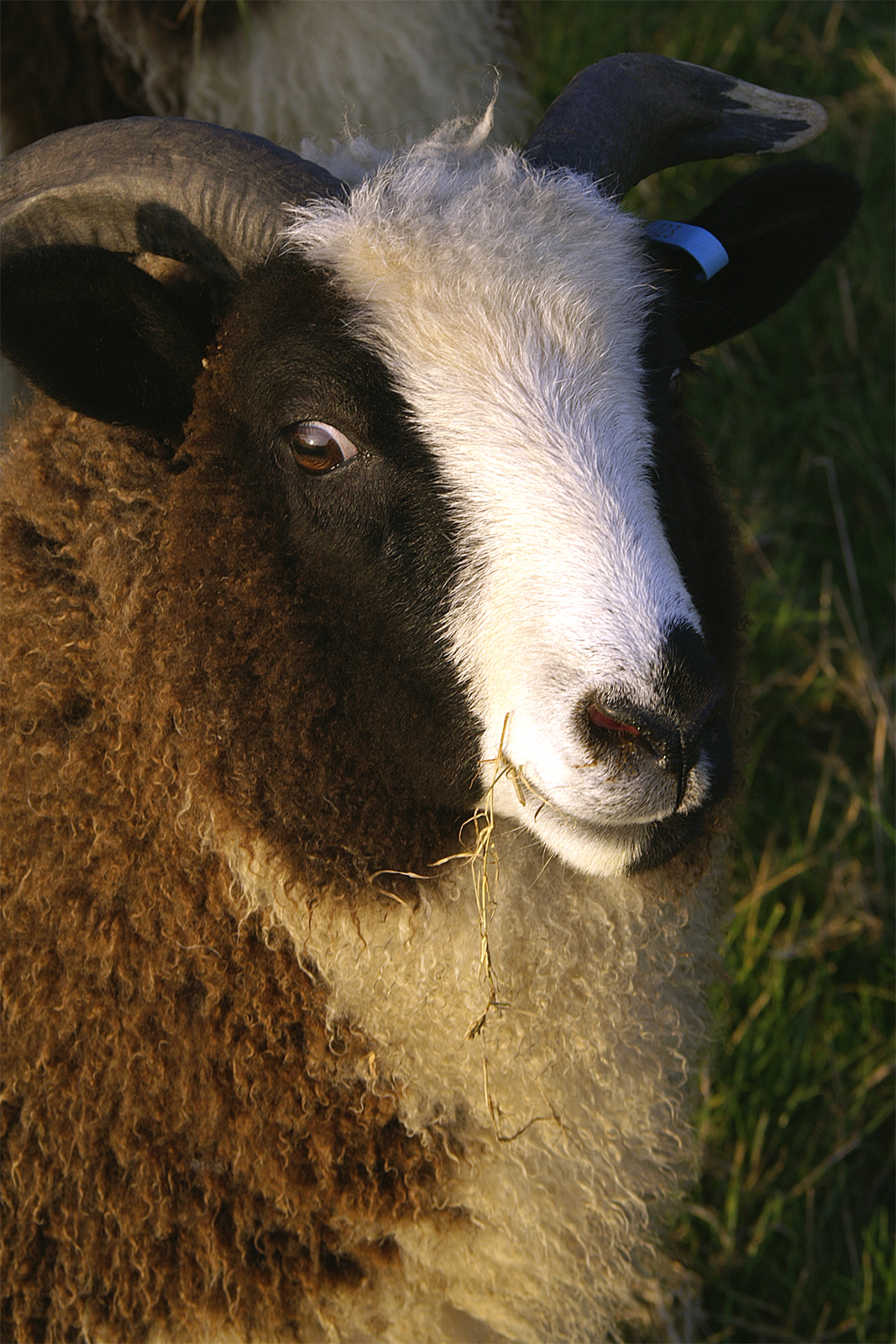
Portré
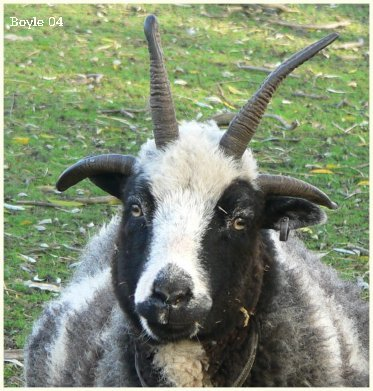
Pofájának színezete a borzéra emlékeztet
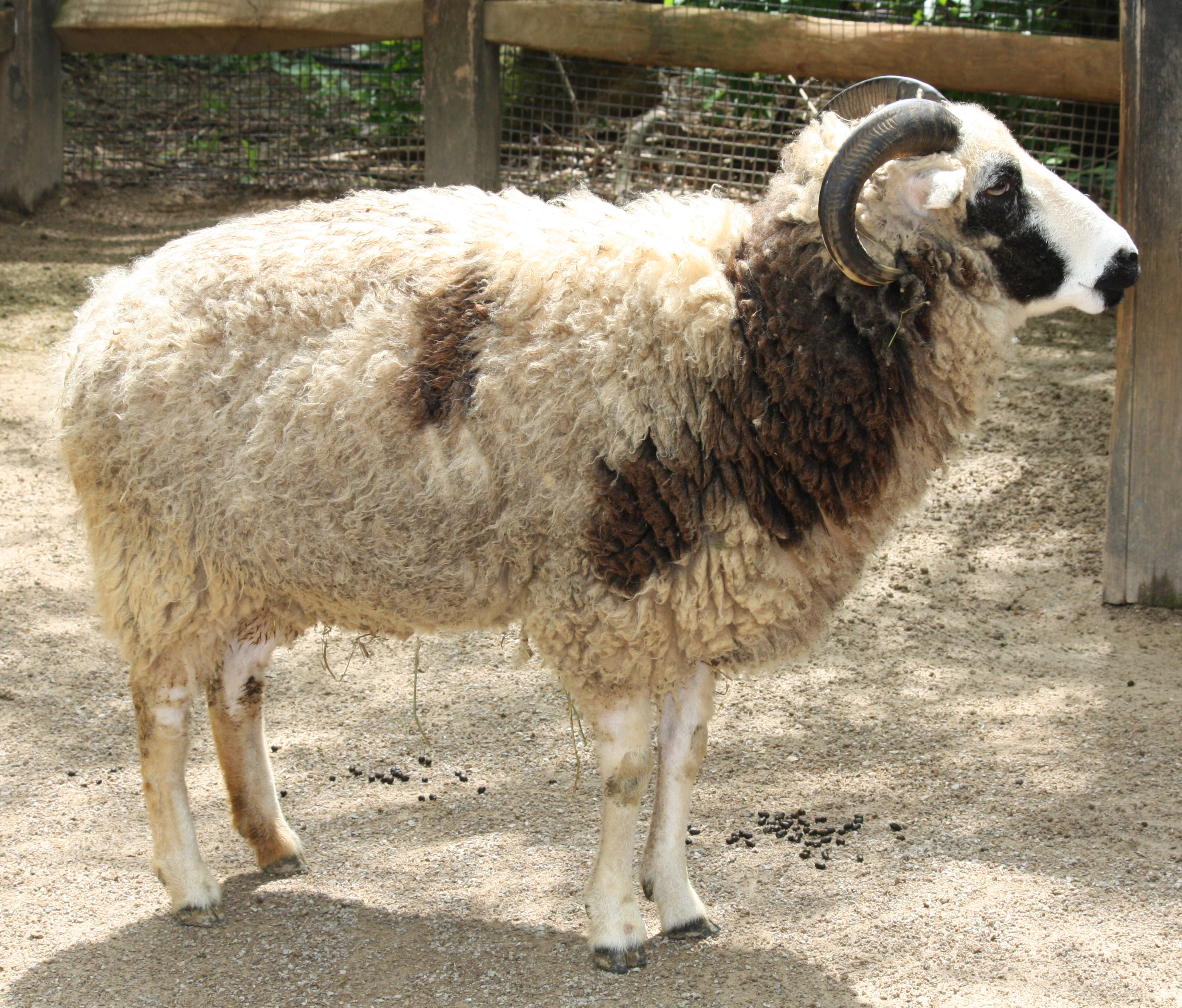
A színezete általában ilyen,
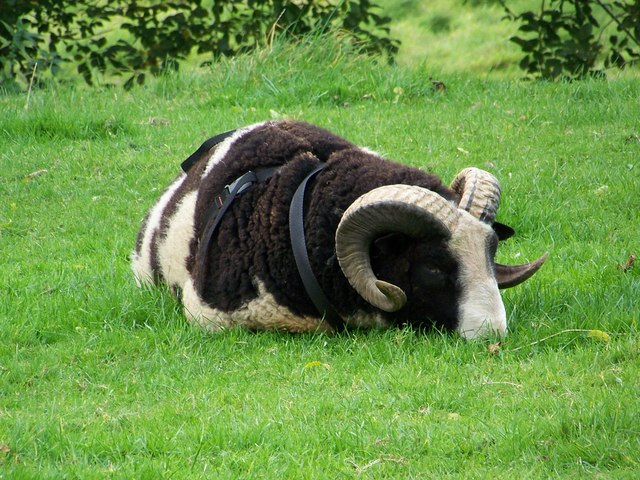
de lehet sötétebb,
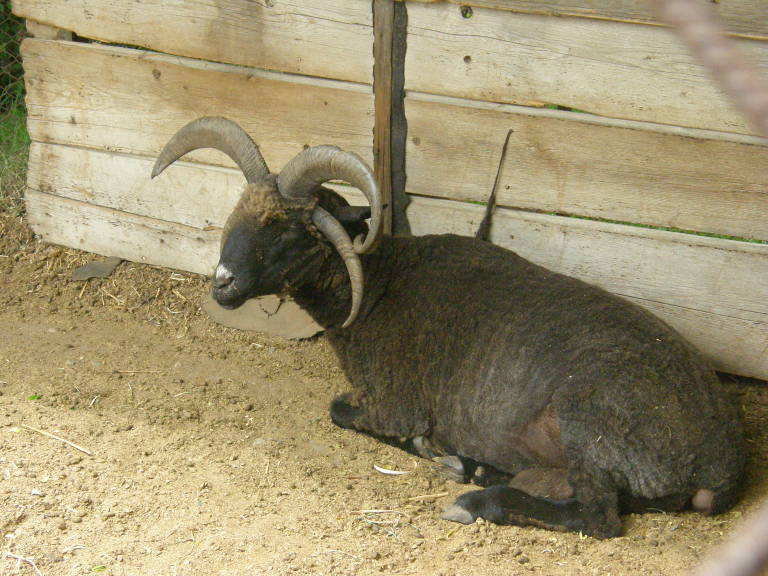
vagy egészen sötét
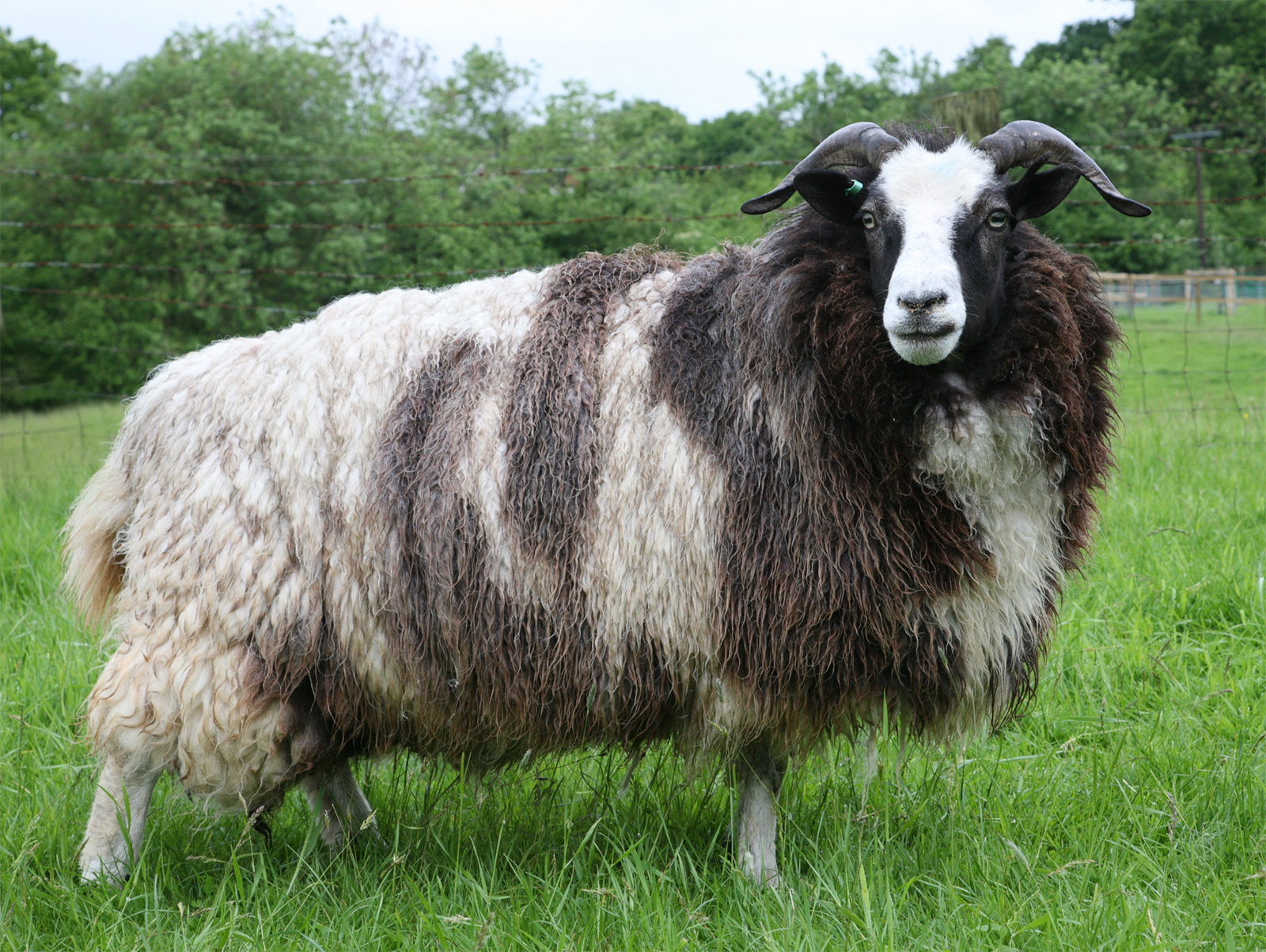
Nyíratlan példány
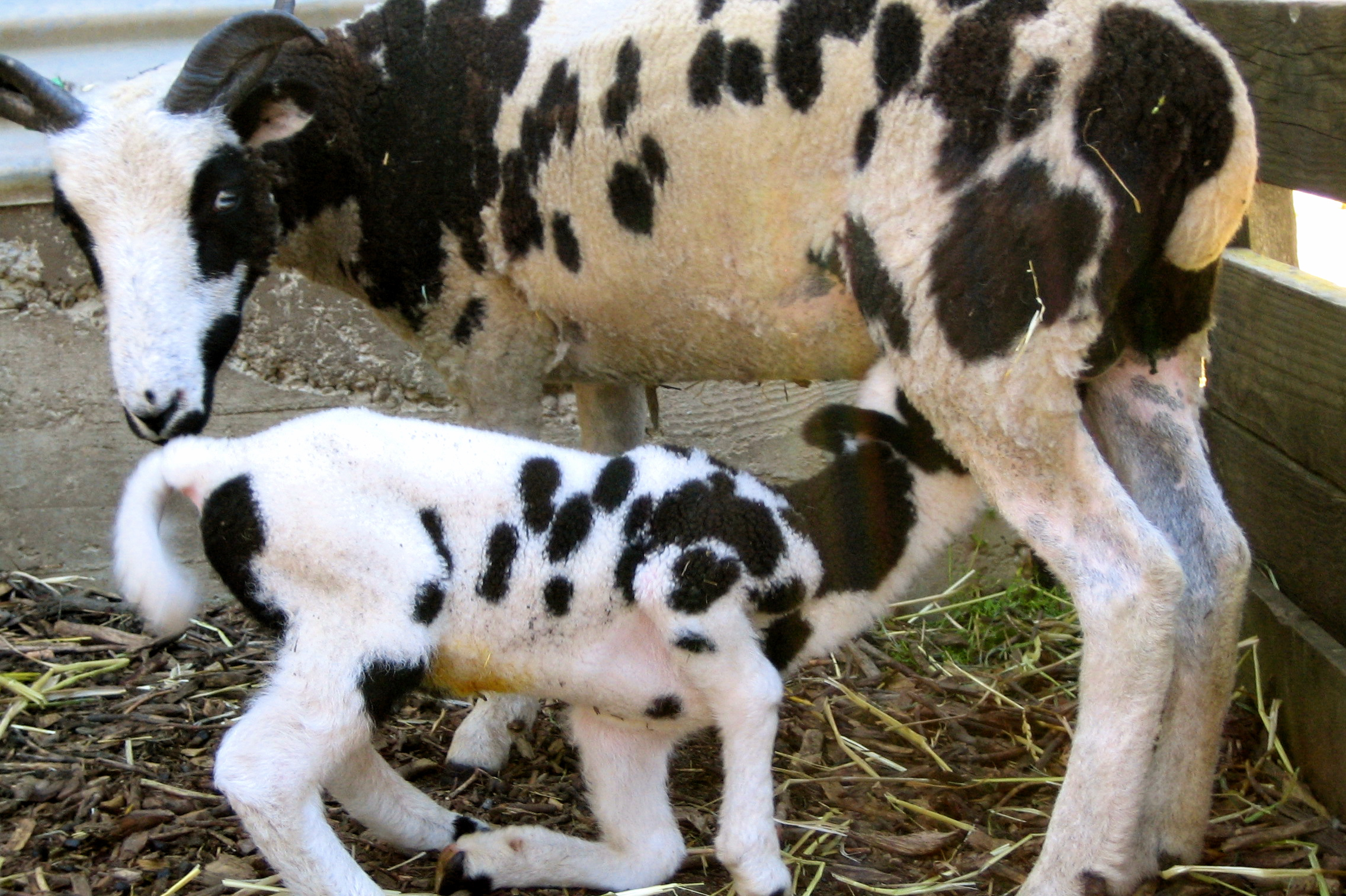
Anya bárányával
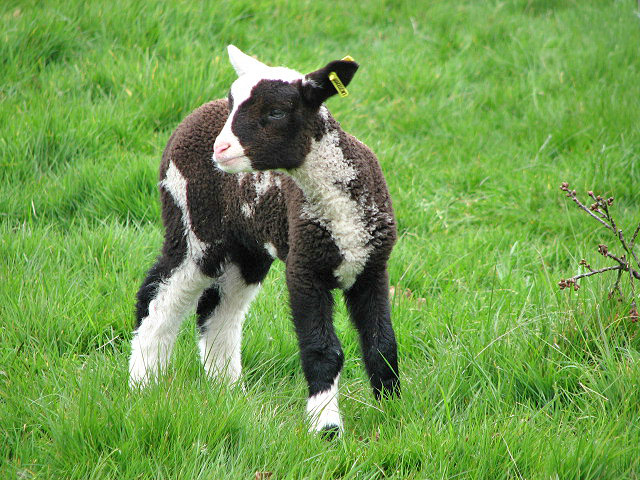
Bárány
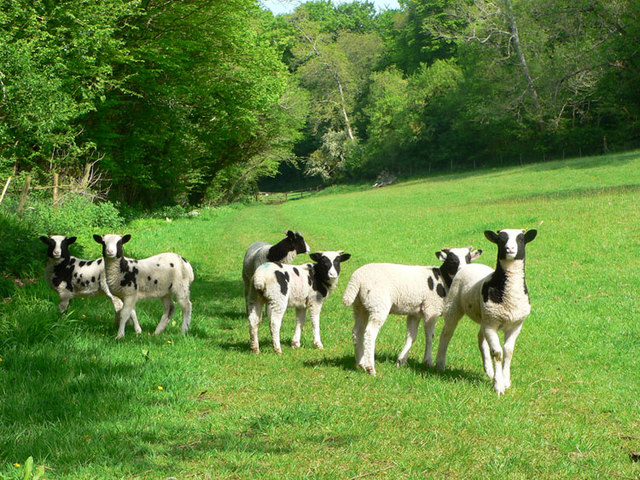
Bárányok
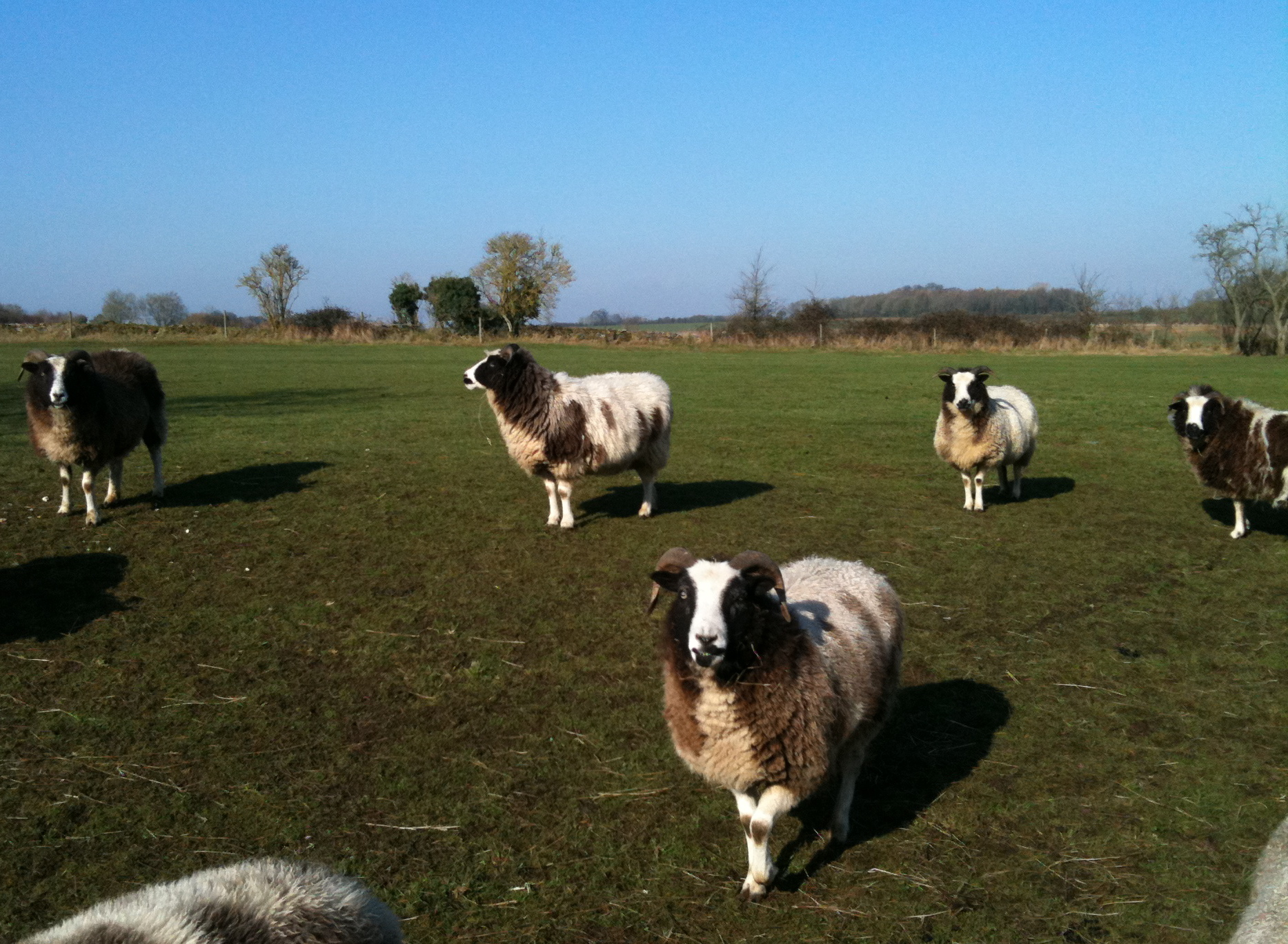
Nyájak
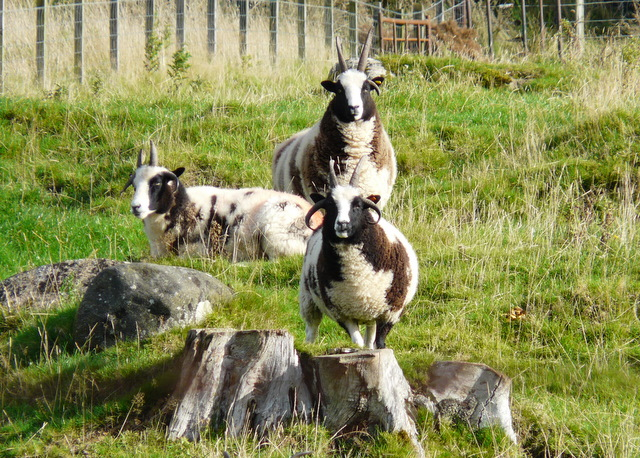

### Fordítás
- Ez a szócikk részben vagy egészben  a   Jacob (sheep) című angol Wikipédia-szócikk ezen változatának fordításán alapul.  Az eredeti cikk szerkesztőit annak laptörténete sorolja fel. Ez a jelzés csupán a megfogalmazás eredetét és a szerzői jogokat jelzi, nem szolgál a cikkben szereplő információk forrásmegjelöléseként.